# Numero di coordinazione (chimica)

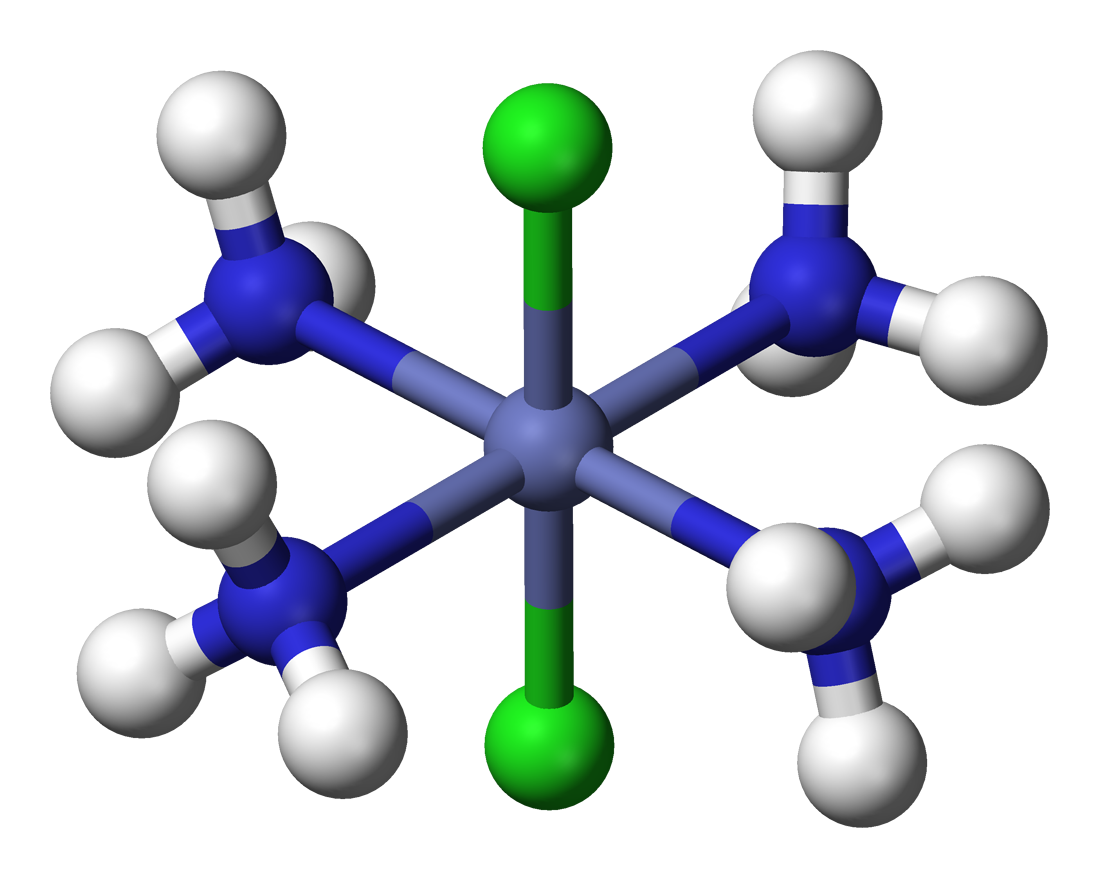
Complesso cationico con numero di coordinazione pari a 6 (trans-[CoCl_{2}(NH_{3})_{4}]^{+})

In chimica, per numero di coordinazione si intende il numero di molecole o di ioni legati ad un atomo centrale (detto anche: coordinatore) in un complesso.
Ovvero il numero totale di molecole (es: leganti) che un atomo centrale (es: centro metallico) può coordinare attorno a se.
Un centro metallico per coordinare attorno a se un numero finito e massimo di leganti, instaura dei legami, in particolare si parla di legami dativi (meglio detti di "coordinazione"): 
i legami di coordinazione sono in numero superiore alla valenza del coordinatore e sono legami di tipo dativo in cui una specie elettron-donatrice cede i suoi elettroni al metallo; gli elettroni dunque per formare il legame non vengono messi in compartecipazione da entrambi gli atomi ma vengono donati da uno solo di esso (ovvero la molecola elettron-ricca donatrice).
il legame di coordinazione in se non ha nulla di diverso da un legame covalente singolo, in quando una volta donata la coppia elettronica al centro metallico tali elettroni di legame compartecipano alla struttura del legame chimico stesso.
In pratica il numero di coordinazione identifica il numero di leganti che compongono il complesso in questione.
In relazione al tipo di atomo legato e al numero di leganti, può generarsi un complesso anionico, cationico o neutro.
I valori più comuni del numero di coordinazione sono 2, 4 e 6.
Il primo a dare una definizione al "numero di coordinazione" è stato Alfred Werner, nel 1893.